# West Point (Südgeorgien)
Der West Point ist eine Landspitze an der Nordküste Südgeorgiens. In der Cumberland West Bay markiert sie die westliche Begrenzung der Einfahrt zum Jason Harbour.
Ihr deskriptiver Name ist erstmals auf einer Seekarte der britischen Admiralität aus dem Jahr 1929 zu finden.